# Cnodacophora maritima
Cnodacophora maritima är en tvåvingeart som beskrevs av Ozerov 1987. Cnodacophora maritima ingår i släktet Cnodacophora och familjen skridflugor. Inga underarter finns listade i Catalogue of Life.